# Alina Szapocznikow
Alina Szapocznikow (pronunciación en polaco: /ʂapɔt͡ʂˈɲikɔf/ llamada a veces Szaposznikow; Kalisz, 16 de mayo de 1926-Praz-Coutant, 2 de marzo de 1973) fue una escultora polaca, superviviente del Holocausto. Trabajó principalmente en bronce y piedra y su provocativa obra recuerda géneros como el surrealismo, el nuevo realismo y el arte pop.
Durante la Segunda Guerra Mundial estuvo prisionera en los guetos de Lodz y Pabianice, y en los campos de concentración de Auschwitz, Bergen-Belsen y Theresienstadt.

## Biografía

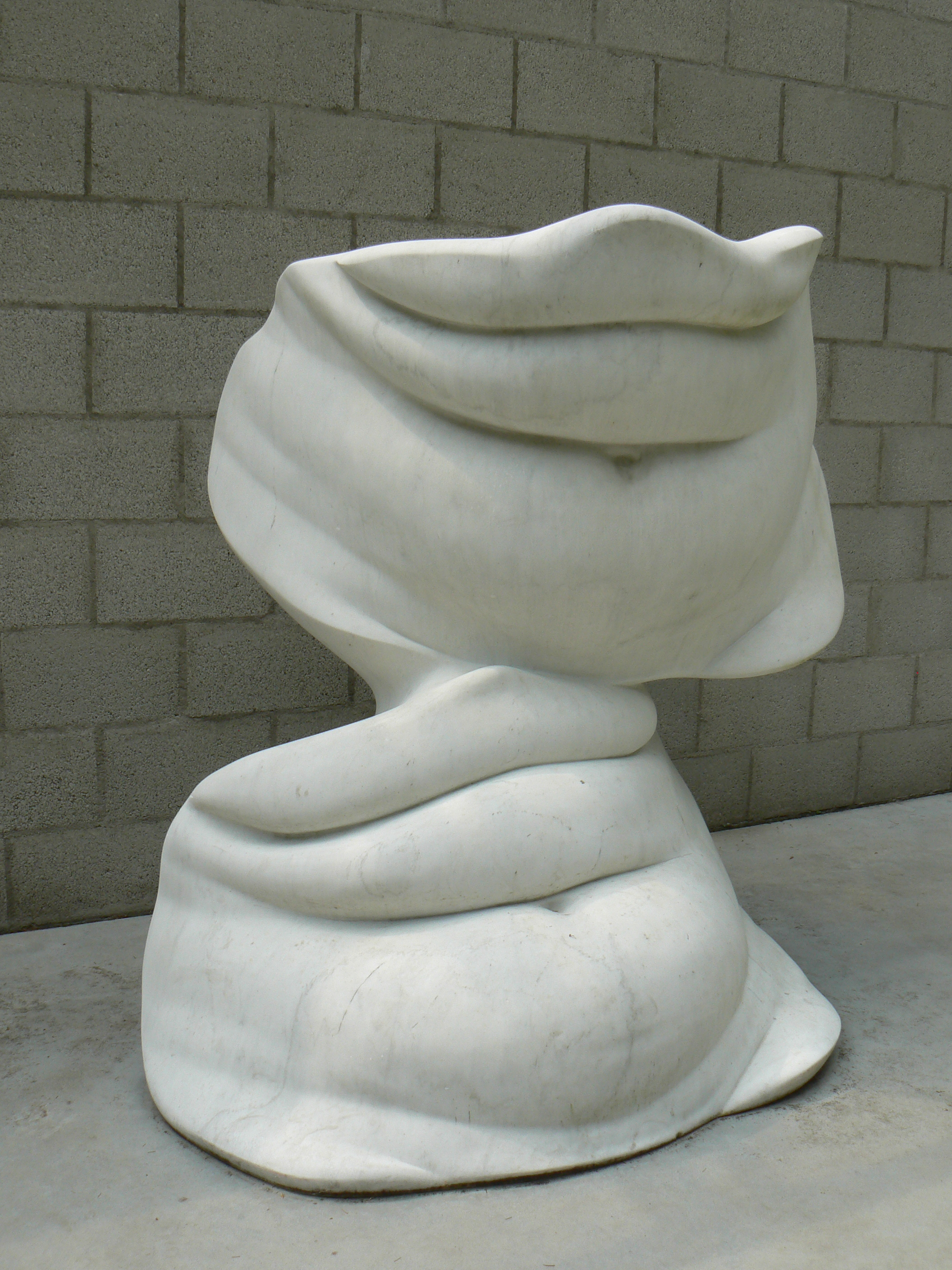
Alina Szapocznikow Grands Ventres, 1968, en el Museo Kröller-Müller.

### Primeros años (1926-1938)
Nació en Kalisz en 1926 en el seno de una familia judía (compuesta por madre, padre y un hermano menor). Su padre, Jakub, era dentista y su madre, Ryfka (Regina), pediatra. Vivían en Pabianice, cerca de Lodz. Durante sus primeros años, Szapocznikow asistió a una pequeña escuela de primaria en Pabianice. Luego hizo secundaria en St. Hedwig en Putawskiego St. Su padre murió de tuberculosis en 1938, justo antes de que estallara la guerra.

### Segunda Guerra Mundial (1939-1945)
Con trece años se quedó sola con su madre, ya que su hermano había desaparecido poco después del comienzo de la guerra. Una vez que fueron trasladadas al gueto de Pabianice, permanecieron allí dos años (de febrero de 1940 a mayo de 1942) trabajando en el hospital, su madre como médica y Alina como enfermera. La pareja familiar continuó desempeñando el mismo trabajo cuando las llevaron al gueto de Lodz, a finales de mayo, antes de ser enviadas a otro campo más lejano. Después pasaron por Auschwitz de camino al campo de concentración de Bergen-Belsen.
Szpocznikow y su madre permanecieron en este campamento durante diez meses, antes de ser trasladadas de nuevo. Según la documentación de su estancia, el cambio de internamiento se debió a que la madre de Szapocznikow regañó a un médico alemán porque "no cumplía bien sus funciones". En el otoño de 1943 se trasladaron a Terezin, donde permanecieron juntas un año antes de su separación definitiva. Después de la guerra, Szapocnikow se dirigió a Praga con un grupo de prisioneros mientras su madre regresó a Lodz.

A lo largo de su vida Szapocnikow apenas habló de sus experiencias durante la guerra. Sin embargo, hay fragmentos de la correspondencia con su primer marido, Ryszard Stanislawski, en los que menciona estos acontecimientos:
Pero la diferencia es que en el proceso de tu formación en los últimos 10 años no has pasado por ese bautismo de desesperación y todas esas cosas. No todo se acabó para ti irremediablemente en varias ocasiones, como me sucedió a mí en los guetos y campamentos. Lo siento Rys, estoy apenada. Sabes lo mucho que odio y cuanto me avergüenzan esas personas que continúan o se "jactan" de los años de tormento que han vivido. 

### Últimos años (1945-1973)

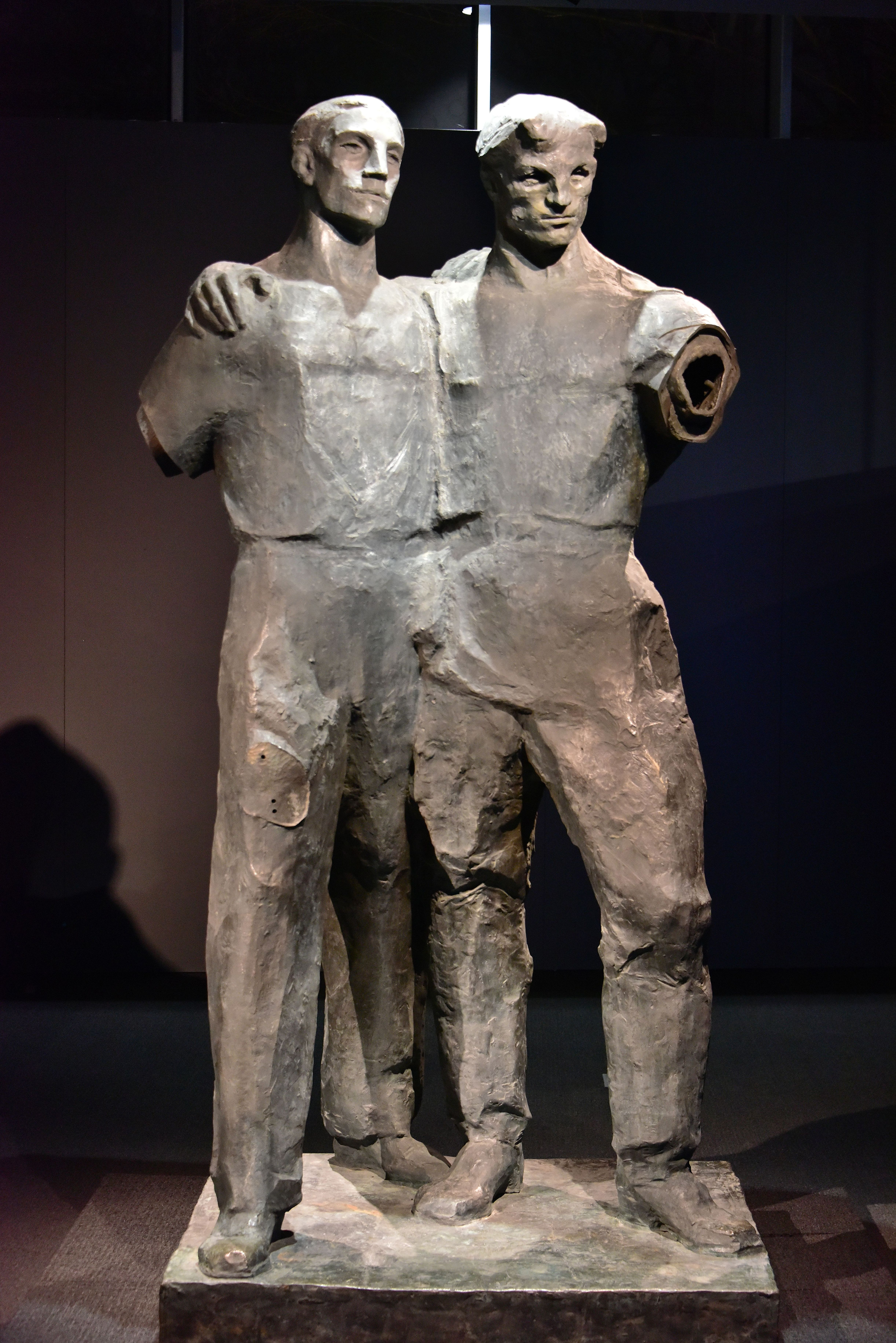
Amistad, una escultura del realismo socialista de Szapocznikow, 1953-1954

Una vez en Praga, Szapocznikow se formó como escultora durante 1945 y 1946, en el estudio de Otokar Velimsky. En 1947 estudió en la Academia de Arte e Industria de Praga con Josef Wagner y más tarde asistió al taller de Paul Niclausse en la Escuela de Bellas Artes de París. Durante su estancia en París contactó con la comunidad polaca donde conoció a su primer marido, Ryszard Stanislawski, historiador de arte polaco y director del Museo de Arte Moderno de Lodz. La vida artística de Francia influyó notablemente en el desarrollo de la carrera de Szapocznikow y le dio la libertad de establecer los fundamentos de la escultura. La artista conoció y se inspiró en las obras de Jean Arp, Ossip Zadkine, Henry Moore y Alberto Giacometti.
En el periodo 1947-1949, Szapocznikow estuvo yendo y viniendo entre Praga y París. Tras sufrir una enfermedad repentina, en 1951, le diagnosticaron una tuberculosis peritoneal, que en esa época no tenía tratamiento. Por recomendación de su médico, viajó a Sirod en las montañas del Jura, antes de que una recaída la obligara a ir al hospital privado de Champagnole. Después de consultar a su médico, Szapocznikow permitió la administración de un antibiótico experimental (estreptomicina) que le ayudó en su recuperación. Luego regresó a Polonia, donde se casó con Stanisławski en julio de 1952 y ese mismo verano adoptaron a su hijo Piotr. La artista participó en numerosos concursos para la creación de diversos monumentos públicos: a Chopin, la amistad polaco-soviética, los héroes de Varsovia, las víctimas de Auschwitz y Juliusz Słowacki. Tras seis años de matrimonio, Szapocznikow y Stanisławski se divorciaron en 1958, aunque permanecieron unidos el resto de sus vidas. Posteriormente ella comenzó una relación sentimentalmente con el diseñador gráfico polaco Roman Cieślewicz, con quien se casó en París en 1967.
En 1962, le ofrecieron una exposición individual en el Pabellón de Polonia de la Bienal de Venecia. Un año después se trasladó a París donde se hizo amiga del crítico de arte y fundador del movimiento Nouveau Réalisme, Pierre Restany. De vuelta en París, Szapocznikow comenzó a producir moldes de sus senos, estómago y piernas. Trabajando principalmente en bronce y piedra, la primera producción artística de Szapocznikow constituye el primer rastro materialmente documentado de su propia encarnación. En 1963, la artista comenzó a mezclar partes del cuerpo fragmentadas con materiales escultóricos revolucionarios como el poliéster y el poliuretano. Esta innovación técnica permitió a Szapocznikow inmortalizar un lenguaje personal influenciado por su exposición a la muerte en la infancia, los recuerdos traumáticos del Holocausto y el colapso prematuro de su propio cuerpo a causa de la tuberculosis.

### Muerte
Tras diagnosticarle un cáncer en 1968, gran parte de su trabajo giró en torno a su inevitable muerte y a los traumas sufridos a lo largo de su vida. En se mismo año, Szapocznikow comenzó a hacer sus esculturas de "tumores" usando resina, gasas, periódicos arrugados y fotografías. A través de moldes del cuerpo humano, la artista pretendía preservar la impermanencia del cuerpo como fuente de dolor, trauma y verdad. La elección de utilizar fotografías suyas y de amigos con formas de resina sintética apela a los procesos de la escultura y la fotografía como enterradores y portadores de melancolía. Una de las últimas obras en las que trabajó fue un proyecto puramente conceptual. Animada por Pierre Restany, exploró un diseño que celebrara y embelleciera la región del Vesubio. Una producción paradójica, que no involucraba a la corona del Vesubio sino al interior del propio cráter. Estaba prevista una pista de patinaje que invitara a los patinadores a bailar el vals On the Hills of Manchuria, iluminación, remontes y nieve artificial. El diseño puede describirse como "el gesto de alguien que desafiando a la naturaleza, la subyuga y encanta" y la "trivialidad y el carácter lúdico de ese gesto". La propia artista comenta la inevitabilidad del final con el proyecto conceptual:
Si un día, durante una competición de patinaje artístico, alguna Peggy Fleming de la época ejecuta su programa en el cráter helado y si nosotros, los espectadores, asombrados por sus maravillosas y frívolas piruetas, somos sorprendidos por una repentina erupción de lava y nos petrificamos para siempre, como los habitantes de Pompeya, entonces el triunfo del momento y de la fuerza de la transición será completo. Y un momento tan fugaz y un instante tan transitorio son el único símbolo de nuestro paso por la tierra.
Alina Szapocznikow murió el 2 de marzo de 1973 en Praz-Coutant a consecuencia de la última fase de su enfermedad de cáncer de huesos y parálisis progresiva.

### Recepción
Después de su muerte, la obra de Szapocznikow fue expuesta en una serie de muestras en torno a la artista. En 1975, la acogida póstuma de su trabajo alcanzó su punto álgido exponiéndose ampliamente en toda Polonia donde se publicaron numerosos artículos y ensayos sobre sus esculturas. A finales de los 70 y en los 80, sus esculturas  se mostraron más en exposiciones colectivas que en individuales, pero en los últimos años ha crecido el interés por la artista y los principales museos, incluido el Museo de Arte Moderno de Nueva York, el Centro Pompidou de París y WEILS de Bruselas han organizado exposiciones de su obra.

## Obras destacadas

### Guerra
A lo largo de su carrera, Szapocznikow exploró el cuerpo humano fragmentado a través de esculturas de bronce y más tarde utilizó materiales plásticos modernos como poliéster, poliuretano y cableado. Influenciada por sus experiencias como mujer judía polaca durante la Segunda Guerra Mundial, utiliza el cuerpo humano distorsionado, deteriorado y fragmentado como testigo de las experiencias de la guerra y, en última instancia, critica la valorización del trabajo y el militarismo. Exhumada (1955) es una representación del cuerpo después de la guerra con una textura superficial picada y un torso ahuecado. La obra evoca las figuras heroicas hercúleas y víctimas de la erupción del Vesubio en Pompeya en el 79, lo que impulsa aún más la idea de que los cuerpos valorizados no son inmunes al impacto de la guerra.

### Cuerpo humano
Alina Szapocznikow es conocida por sus esculturas de la mujer fragmentada. Realizada en 1956, Difficult Age está construida con yeso patinado, un material bastante delicado para la escultura que se puede entender fácilmente como una metáfora de la fragilidad y la impermanencia de la juventud y la belleza.
Después de ser diagnosticada de cáncer de mama, Alina Szapocznikow comenzó su serie Tumors Personified experimentando con resina de poliéster y poliuretano, un nuevo uso de materiales que la mayoría de los artistas no habían utilizado hasta ese momento. A partir de 1966, sintetiza la sensualidad femenina en Illuminated Lips, Marching Lips e Illuminated Breast, entre otros trabajos, transformando las partes del cuerpo femenino en objetos utilitarios y cambiando su función. Sus contemporáneos masculinos (por ejemplo, César Baldaccini, Arman) habían agotado esta noción del cuerpo mecanizado, pero los objetos domésticos funcionales de Szapocznikow mantienen una extraña sensualidad.
Una de sus obras más valoradas y conocidas es Grands Ventres (Grandes barrigas), que representa dos grandes barrigas apiladas una encima de la otra, cada una de ellas de un metro y medio de altura aproximadamente. En comparación con sus otras obras sobre el cuerpo, estas son muy realistas y tranquilizadoras a la vista. Muchas de sus obras han sido consideradas descorteses y no son lo que podría llamarse "de buen gusto".

### Pájaro
En 1959, Szapocznikow creó la escultura Bird en su estudio de Varsovia. Bird formó parte de una serie de obras abstractas hechas entre 1958-1960 que se caracterizan por su centro de gravedad invertido y sus formas expresivas orgánicas y distintivas que se asemejan a las formas de la naturaleza.
Bird está hecha de cemento y metal, materiales extremadamente pesados para sus dimensiones, ya que la escultura tiene 166 cm de altura. Con el cuello y el pico del pájaro apuntando hacia el cielo y las alas juntas, la escultura sugiere la tensión en el cuerpo del animal en el momento preciso de abandonar la tierra, ya no está completamente en el suelo pero todavía no ha alcanzado el cielo.
Hay varias fotografías de Szapocznikow con Bird, incluida una realizada por el reconocido fotógrafo Tadeusz Rolke.
La escultura se expuso por última vez en Polish Painting and Sculpture en 1961, en la Gres Gallery de Washington, D. C, y se dio como perdida durante más de 50 años, hasta que fue descubierta en el retrete de un coleccionista de arte en el estado de Nueva York. Cuando Bird se vendió en una subasta en abril de 2016, batió el récord de la escultura polaca más cotizada. Esta obras se mostró al público por primera vez después de 56 años en la galería de arte The Hepworth Wakefield.

## Exposiciones
- 1960 - Segunda exposición de las esculturas de Alina Szapocznikow en BWA Arsenał, Poznań, Polonia.
- 1960 - Alina Szapocznikow (Dibujos), Farsettiarte, Prato, Italia.
- 1960 - Confrontaciones de Alina Szapocznikow, Galería Krzywe Koło, Varsovia, Polonia.
- 1960 - Esculturas de Alina Szapocznikow en el 13 ° Festival de Bellas Artes, Galería BWA, Sopot, Polonia.
- 1961 - Alina Szapocznikow (junto con Roman Cieślewicz), Galería de Bellas Artes, Rijeka, Yugoslavia
- 1961 - Alina Szapocznikow, Galería Kordegarda, Varsovia, Polonia.
- 1962 - Alina Szapocznikow en la 31.a Bienal, Venecia, Italia.
- 1967 - Alina Szapocznikow, Florence Houston Brown Gallery, París, Francia.
- 1967 - Esculturas de Alina Szapocznikow, Galería Nacional de Arte Zachęta, Varsovia, Polonia.
- 1968 - Alina Szapocznikow, Cogeime Gallery, Bruselas, Bélgica.
- 1969 - Espectáculo al aire libre en Port-Barcarès, Francia
- 1970 - Envahissement de Tumeurs (Invasión de tumores), Stedelijk Museum, Ámsterdam, Países Bajos.
- 1971 - Instant et Chose en Aurora Gallery, Ginebra, Suiza.
- 1973 - Alina Szapocznikow - Tumeurs, Herbier, Museo de Arte Moderno de la ciudad de París, París, Francia.
- 1974 - Alina Szapocznikow (Dibujos), Museo de Arte Moderno de Varsovia, Polonia.
- 1975 - Alina Szpocznikow (Dibujos), Aurora Gallery, Ginebra, Suiza
- 1975 - Exposición retrospectiva de Alina Szapocznikow: 1926-1973, Museo Sztuki, Łódź, Polonia.
- 1976 - Exposición sin título, Municipal Gallery Arsenal, Poznań, Polonia.
- 1976 - Exposición sin título, Pałac Sztuki i Galeria Pryzmat (Palacio de Arte), Cracovia, Polonia.
- 1976 - Exposición sin título, Galería de Arte Municipal de Bydgoszcz, Bydgoszcz, Polonia.
- 1976 - Exposición sin título, Museo Nacional, Gdańsk, Polonia.
- 1977 - Exposición sin título, Galería de Arte Municipal de Białystok, Białystok, Polonia.
- 1978 - Exposición sin título, Museo Regional de Kalisz, Kalisz, Polonia.
- 1978 - Alina Szapocznikow PhotoSculptures, Salon Krytyków, BWA, Lublin, Polonia.
- 1989 - Alina Szapocznikow: 1926-1973, Galeria Sztuki Sceny Plastycznej KUL, Lublin, Polonia.
- 1990 - Alina Szapocznikow: 1926-1973, Biblioteca Polaca, París, Francia
- 1998 - Alina Szapocznikow: 1926-1973, Galería Nacional de Arte Zachęta, Varsovia, Polonia.
- 1998 - Alina Szapocznikow: 1926-1973, Museo Nacional, Cracovia, Polonia.
- 1999 - Alina Szapocznikow: 1926-1973,Museo Sztuki, Łódź, Polonia.
- 1999 - Alina Szapocznikow: 1926-1973, Museo Nacional, Wrocław, Polonia.
- 2000 - Alina Szapocznikow, Museo de Arte Checo, Praga, República Checa.
- 2010 - Fuera de mi boca: esculturas de chicle Las esculturas fotográficas de Alina Szapocznikow, Instituto Henry Moore, Leeds.
- 2012 - Alina Szapocznikow: Sculpture, Undone, 1955-1972, Museo de Arte Moderno de Nueva York[24] y en el Museo Hammer de Los Ángeles.
- 2013 - Alina Szapocznikow: Du dessin à la sculpture, Museo Nacional de Arte Moderno, Centre Pompidou, París.[25]
- 2015 - Ellos, Schinkel Pavillon, Berlín, Alemania.[26]
- 2015 - Alina Szapocznikow, Andrea Rosen Gallery, Nueva York.
- 2017 - Alina Szapocznikow: Human Landscapes, The Hepworth Wakefield, Inglaterra.[23][27]